# Cis pusillus
Cis pusillus là một loài bọ cánh cứng trong họ Ciidae. Loài này được Gorham miêu tả khoa học năm 1898.